# 1546
| 1546               |
| ------------------ |
| Dødsfald - Fødsler |
|                    |

| Gregoriansk kalender | 1546 MDXLVI             |
| Ab urbe condita      | 2299                    |
| Armensk kalender     | 995 ԹՎ ՋՂԵ              |
| Kinesiske kalender   | 4242 – 4243 乙巳 – 丙午 |
| Etiopisk kalender    | 1538 – 1539             |
| Jødisk kalender      | 5306 – 5307             |
| Hindukalendere       |                         |
| - Vikram Samvat      | 1601 – 1602             |
| - Shaka Samvat       | 1468 – 1469             |
| - Kali Yuga          | 4647 – 4648             |
| Iransk kalender      | 924 – 925               |
| Islamisk kalender    | 953 – 954               |

Konge i Danmark: Christian 3. 1534-1559
Se også 1546 (tal)

## Begivenheder
- Den schmalkaldiske krig
- Kapellanbolig (senere Den Gamle Arrest) ved Ribe Domkirke opførtes.
- I Frankrig udvides slottet Louvre, udvidelserne fortsatte helt frem til 1800-tallet.
- Fra Gedser berettedes det, at isvintrene i 1546 og 1554 var så strenge, at det var muligt at krydse Østersøen i hestevogn.

## Født
- 29. juni – prinsesse Dorothea af Danmark, datter af Christian 3., (død 1617).
- 14. december – Tycho Brahe, astronom
- Arild Huitfeldt, historiker og politiker
- 27. Januar – Joachim Frederik af Brandenburg, (død 1608)

## Dødsfald
- 18. februar – Martin Luther, tysk reformator.